# Latex (botanique)
Pour les articles homonymes, voir latex.

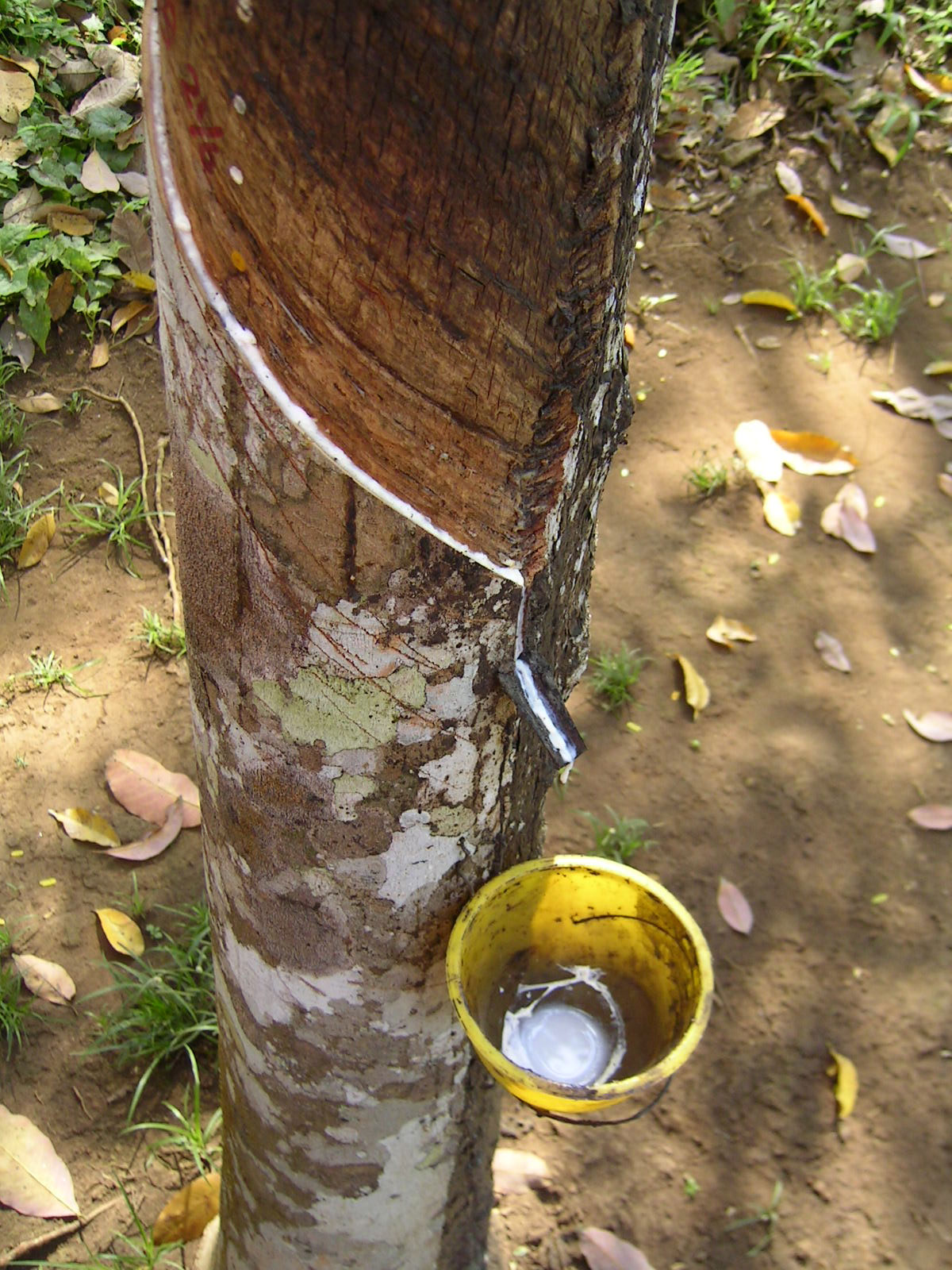
Extraction du latex de l'Hévéa, matière première du caoutchouc.

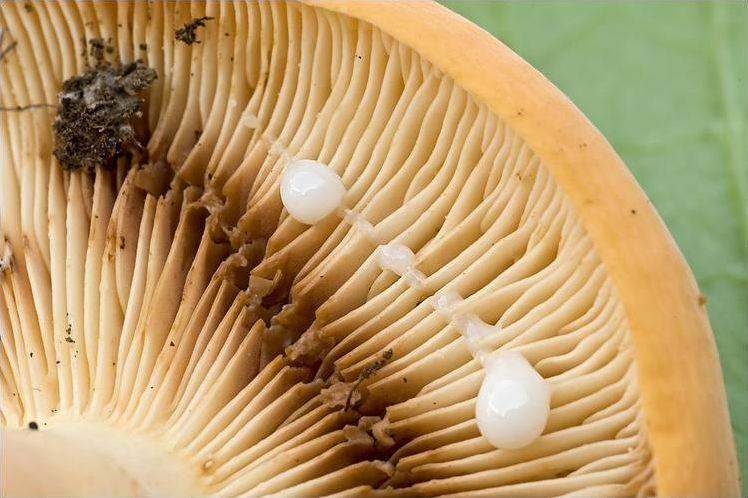
Latex issu des lamelles du champignon Lactaire à lait abondant

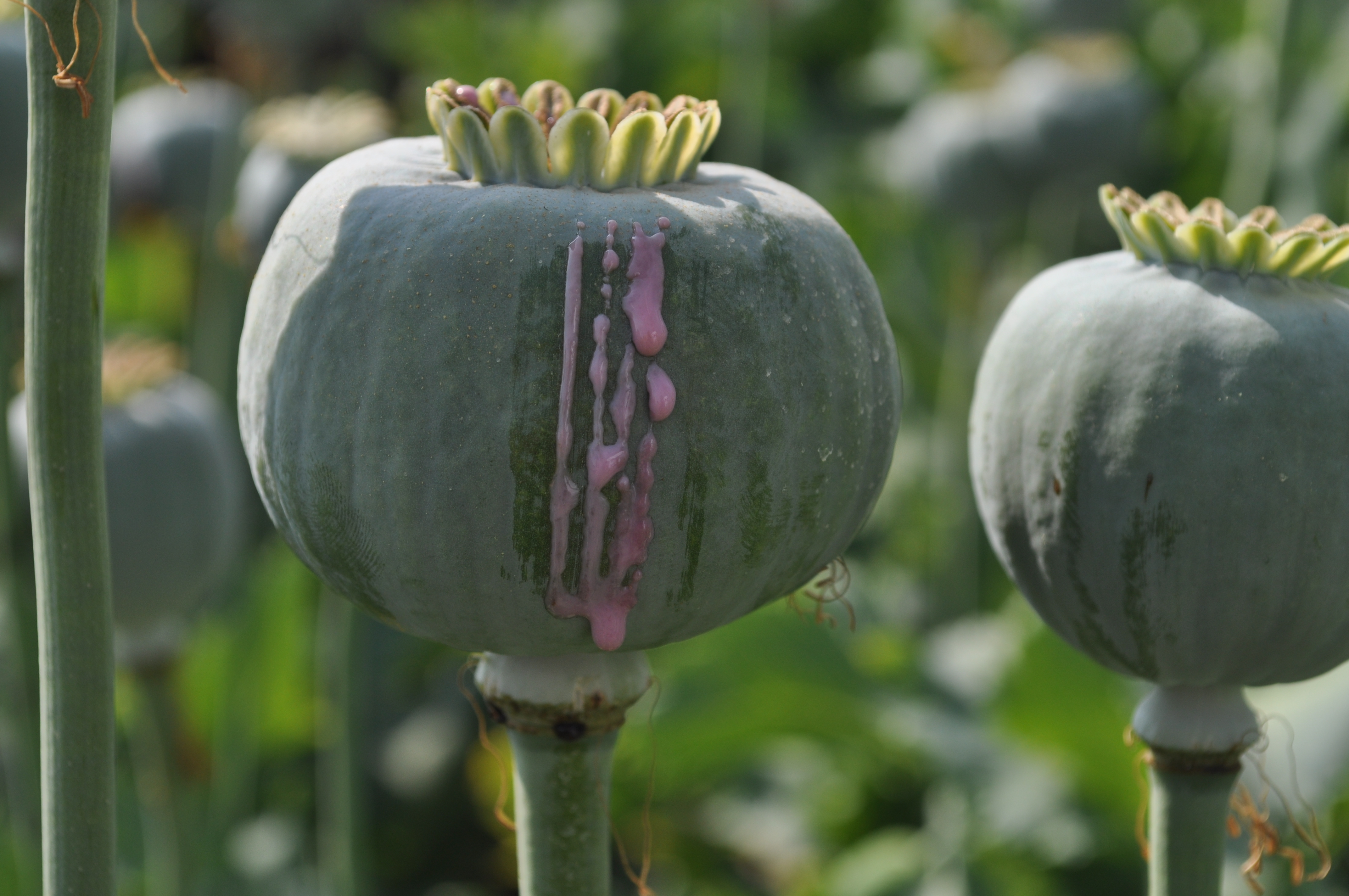
Latex s'écoulant de Papaver somniferum, matière première de la morphine et de l'opium

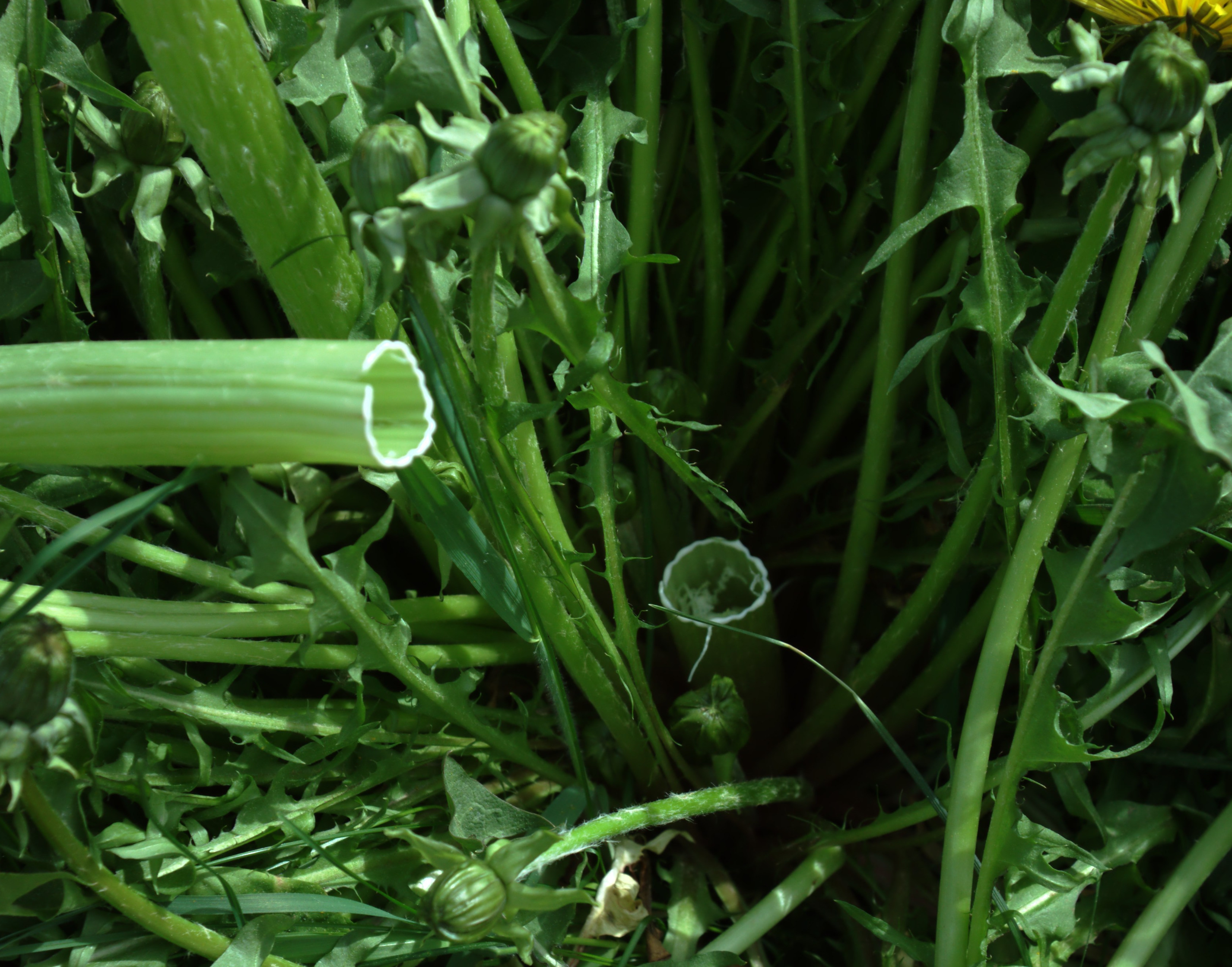
Latex d'un Pissenlit (Taraxacum)

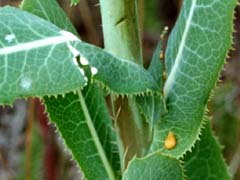
Lactucarium d'une Laitue vireuse

Le latex est une substance liquide, à consistance plus ou moins épaisse, sécrétée par certaines plantes ou par certains champignons (notamment les lactaires) et circulant dans les canaux laticifères. Il contient de nombreux composés toxiques et anti-appétents qui dissuadent les organismes qui les attaquent, servant de défense contre les herbivores et les pathogènes.
Généralement blanc, mais parfois transparent ou coloré, le latex est souvent collant et coagule à l'air en formant un matériau élastique, comme celui de l'hévéa (Hevea brasiliensis) qui sert à la fabrication du caoutchouc naturel.
On appelle aussi couramment latex le matériau élastique élaboré à partir du latex d'hévéa, ainsi que les matériaux synthétiques de même apparence, fabriqué par polymérisation de dérivés de produits pétroliers.

## Étymologie
Le mot latex est emprunté au latin où il signifie « un liquide » (apparenté au grec λάταξ / látax qui désigne un « reste de vin »). Il n'a rien à voir, à l'origine, avec le mot lait (du latin lac, génitif lactis), malgré l'aspect de la substance qui l'a fait appeler parfois lait végétal.

## Fonctions
Le latex est différent de la sève. Celle-ci assure la distribution de l'eau, des sels minéraux ou des sucres alors que le latex est plutôt impliqué dans les mécanismes naturels de défense de l’arbre. Il circule dans un réseau distinct de vaisseaux : les canaux ou vaisseaux laticifères.
Comme la résine, il suinte lors de traumatismes (sécheresse, affections fongiques ou bactériennes, attaques
d’insectes, blessures mécaniques telles que des incisions), formant en séchant une barrière protectrice qui ferme la blessure et colle
les pièces buccales ou les pattes d'insectes.
Il contient notamment des éléments antimicrobiens et anti-appétents qui luttent contre la pénétration des pathogènes et contre les herbivores.

## Les plantes produisant du latex
Cette propriété végétale, apparue dans plus de 22 familles au cours de l'évolution, surtout sous les tropiques, existe chez plus de 10 % des espèces de plantes à fleurs.
Les principales familles botaniques produisant du latex chez la plupart de leurs espèces sont :
- les Euphorbiacées (qui comprennent l'hévéa),
- les Moracées (en particulier les espèces de Ficus dont le figuier et le figuier à caoutchouc, le jacquier et l'arbre à pain),
- les Apocynacées,
- les Campanulaceae[6],
- les Papavéracées,
- les Sapotacées, etc.

Mais on peut trouver divers types de latex dans des plantes de familles très diverses, dont les familles des Asclépiadacées, Convolvulacées, Astéracées (avec les pissenlits du genre Taraxacum ou la laitue).

## Composition
Les latex ont une composition complexe, et contiennent des protéines, des alcaloïdes divers (exemple : opioïdes), isoprénoïdes, hydrocarbures.
Certains latex peuvent être très toxiques (ceux des Euphorbiacées et des Apocynacées), très irritants et caustique pour les muqueuses, ainsi celui de couleur orangée de la grande chélidoine (famille des Papavéracées).
Certains latex servent de base à l'extraction de substances stupéfiantes comme celui du pavot (famille des Papavéracées). D'autres latex ont servi traditionnellement à la confection de colles. Ainsi, en régions tropicales, certains servent de glu pour le piégeage d'oiseaux.
Plusieurs types de latex naturels ont été essayés pour la fabrication de caoutchouc ou matériaux apparentés, mais aujourd'hui seule la qualité du latex d'hévéa est jugée satisfaisante pour cet emploi.

## Production
La production d'article à partir de latex s'est fortement développée dans les années 1870 (avec de nombreuses usines aux États-Unis et en Europe). En 1876, l'explorateur Henry Wickham crée les premières plantations d'hévéas à Ceylan, pour concurrencer le monopole détenu par le Brésil sur la production de latex. Les plantations d'hévéas vont ensuite se développer dans toute l'Asie du Sud-Est.